# Таль, Эрез
Э́рез Таль (ивр. ארז טל‎; род. 27 июля 1961, Тель-Авив) — израильский журналист, режиссёр, радио- и телеведущий.

## Биография
Эрез Таль родился под именем Эрез Бен-Тулила в еврейской семье в Тель-Авиве 27 июля 1961 года. Его отец, Аарон Бен-Тулила, репатриировался из Алжира, а его мать Эдна — сабра. У него есть два брата, Ярон и Йонатан. В 1965 году его семья прошла ивритизацию и получила нынешнюю фамилию Таль.
Первая радиопередача, которую провёл Таль на пиратской радиостанции «Коль ха-Шалом», была ещё в период его обучения в школе «Ирони-Алеф» в Тель-Авиве. В это же время Таль начал вести передачи на радиостанции «Галей Цахаль», одним из самых известных символов которой он станет в будущем.
Эрез Таль и Бар Рафаэли были выбраны основными ведущими конкурса «Евровидения-2019» в Израиле, наряду с Аси Азаром и Люси Аюб, которые были ведущими в зелёной комнате.
10 февраля 2019 года он стал режиссёром реалити-шоу «2025» вместе с Корин Гидон.